# Рокалумере
Рокалумере (итал. Roccalumera) је насеље у Италији у округу Месина, региону Сицилија.
Према процени из 2011. у насељу је живело 3696 становника. Насеље се налази на надморској висини од 23 м.

## Становништво
Према резултатима пописа становништва 2011. у општини је живело 4.105 становника.
| 1931. | 1936. | 1951. | 1961. | 1971. | 1981. | 1991. | 2001. | 2011. |
| ----- | ----- | ----- | ----- | ----- | ----- | ----- | ----- | ----- |
| 4.945 | 4.976 | 4.609 | 4.664 | 4.283 | 3.938 | 4.050 | 4.029 | 4.105 |